# Členský stát Evropské unie
Evropská unie (EU) se skládá z 27 členských států. Každý členský stát je smluvní stranou zakládajících smluv unie, čímž jako subjekt má výsady a povinnosti vyplývající z členství. Na rozdíl od členů většiny mezinárodních organizací podléhají členské státy EU společným předpisům z důvodu jejich zastoupení ve společných legislativních a soudních institucích. Členské státy se musí vždy jednomyslně dohodnout, když má EU přijmout rozhodnutí týkající se obrany nebo zahraniční politiky. Subsidiarita je základním principem EU.
Plnoprávným členským státem Evropské unie se kandidátská země může stát po splnění Kodaňských kritérií:
1. politická kritéria: kandidátská země musí mít stabilní instituce zajišťující demokracii, právní stát, dodržování lidských práv a práv menšin
2. ekonomická kritéria: země musí mít fungující tržní ekonomiku schopnou se vypořádat s konkurenčními tlaky uvnitř Unie
3. kritéria přijetí acquis communautaire: země musí být schopná přijmout závazky vyplývající z členství, včetně cílů politické, hospodářské a měnové unie.

## Rozšiřování EU
Zakládajícími členy předchůdce EU – Evropského společenství uhlí a oceli byly v roce 1952 Belgie, Francie, Itálie, Lucembursko, Německo a Nizozemsko – takzvaná „šestka“. V roce 1957 pak bylo ustaveno Evropské hospodářské společenství a Euroatom. V roce 1967 byly tyto tři organizace sloučeny v Evropská společenství.
K prvnímu rozšíření tehdejších Evropských společenství došlo až o 21 let později, v roce 1973. V tomto roce byly za členy přijaty Dánsko, Irsko a Spojené království.
V roce 1981 se Evropská společenství rozšířila o Řecko, které bylo v roce 1986 následováno Portugalskem a Španělskem – rozšíření druhé a třetí, takzvané jižní.
V roce 1985 ES opustilo Grónsko po referendu.
V roce 1993 Maastrichtská smlouva ustavila Evropskou unii.
Znovusjednocení Německa 3. října 1990 zvětšilo tehdejší ES o šest spolkových zemí na území bývalé NDR. Oficiálně nešlo o rozšíření ES, nové země Spolkové republiky Německo převzaly její právní řád a i mezinárodní status.
Čtvrté rozšíření – zvané severní – v roce 1995 přidalo k EU další tři země: Finsko, Rakousko a Švédsko. Společně s těmito zeměmi vyjednávalo o členství v EU také Norsko, jehož obyvatelé ale nakonec vstup odmítli v referendu. Šlo již o jeho druhé odmítnutí členství v Unii – poprvé norští voliči zamítli členství v roce 1973. Norsko ale zůstává členem Evropské sdružení volného obchodu (ESVO).
Páté rozšíření EU – zvané východní – proběhlo 1. května 2004, kdy se Unie rozšířila o 10 zemí: Česko, Estonsko, Kypr, Litva, Lotyšsko, Maďarsko, Malta, Polsko, Slovensko a Slovinsko.
Šesté rozšíření – Od 1. ledna 2007 jsou členy EU Rumunsko a Bulharsko.
Sedmé rozšíření proběhlo dne 1. července 2013, kdy se součástí EU stalo Chorvatsko.
Kandidátské země jsou Severní Makedonie, Turecko, Černá Hora, Srbsko, Albánie, Moldavsko, Ukrajina a Bosna a Hercegovina (stav k prosinci 2022).
Odstoupení: 31. ledna 2020 Po referendu odstoupil stát Spojené království.

## Přehled států EU
| Stát                         | Vstup    | Obyvatel (rok 2019) | % obyvatel EU | Rozloha (km²) | Skutečný HDP (€/obyvatele/rok) (rok 2018) | HDP přepočtený v paritě kupní síly (€/obyvatele/rok) | % HDP v PPP (100% = průměr EU27) | Křesel v EP (k 2024) |
| ---------------------------- | -------- | ------------------- | ------------- | ------------- | ----------------------------------------- | ---------------------------------------------------- | -------------------------------- | -------------------- |
| Belgické království €        | 1952     | 11 455 519          | 2,56%         | 30 528        | 35 600                                    | 35 100                                               | 116%                             | 22                   |
| Bulharská republika          | 2007     | 7 000 039           | 1,57%         | 110 879       | 6 550                                     | 15 200                                               | 50%                              | 17                   |
| Česká republika              | 2004     | 10 827 529          | 2,38%         | 78 867        | 17 620                                    | 30 000                                               | 91%                              | 21                   |
| Dánské království            | 1973     | 5 806 081           | 1,30%         | 43 094        | 48 260                                    | 38 300                                               | 127%                             | 15                   |
| Estonská republika €         | 2004     | 1 324 820           | 0,30%         | 45 228        | 15 090                                    | 24 700                                               | 82%                              | 7                    |
| Finská republika €           | 1995     | 5 517 919           | 1,23%         | 338 145       | 36 890                                    | 33 500                                               | 111%                             | 15                   |
| Francouzská republika €      | 1952     | 67 012 883          | 15,00%        | 643 801       | 32 830                                    | 31 500                                               | 104%                             | 81                   |
| Chorvatská republika €       | 2013     | 4 076 246           | 0,91%         | 56 594        | 11 990                                    | 19 100                                               | 63%                              | 12                   |
| Irsko €                      | 1973     | 4 904 240           | 1,10%         | 70 273        | 57 960                                    | 56 800                                               | 188%                             | 14                   |
| Italská republika €          | 1952     | 60 359 546          | 13,51%        | 301 340       | 26 760                                    | 28 900                                               | 96%                              | 76                   |
| Kyperská republika €         | 2004     | 875 899             | 0,20%         | 9 251         | 23 770                                    | 26 300                                               | 87%                              | 6                    |
| Litevská republika €         | 2004     | 2 794 184           | 0,63%         | 65 300        | 13 310                                    | 24 500                                               | 81%                              | 11                   |
| Lotyšská republika €         | 2004     | 1 919 968           | 0,43%         | 64 589        | 12 180                                    | 21 300                                               | 71%                              | 9                    |
| Lucemburské velkovévodství € | 1952     | 613 894             | 0,14%         | 2 586         | 83 470                                    | 77 100                                               | 256%                             | 6                    |
| Maďarsko                     | 2004     | 9 772 756           | 2,19%         | 93 028        | 12 560                                    | 21 300                                               | 71%                              | 21                   |
| Maltská republika €          | 2004     | 493 559             | 0,13%         | 316           | 21 630                                    | 29 700                                               | 98%                              | 6                    |
| Spolková republika Německo € | 1952     | 83 019 213          | 18,58%        | 357 022       | 35 860                                    | 37 400                                               | 124%                             | 96                   |
| Nizozemské království €      | 1952     | 17 282 163          | 3,87%         | 41 543        | 41 540                                    | 39 100                                               | 130%                             | 31                   |
| Polská republika             | 2004     | 37 972 812          | 8,50%         | 312 685       | 12 430                                    | 21 500                                               | 71%                              | 53                   |
| Portugalská republika €      | 1986     | 10 276 617          | 2,30%         | 92 090        | 18 110                                    | 23 000                                               | 76%                              | 21                   |
| Rakouská republika €         | 1995     | 8 858 775           | 1,98%         | 83 871        | 37 810                                    | 38 600                                               | 128%                             | 20                   |
| Rumunsko                     | 2007     | 19 414 458          | 4,34%         | 238 391       | 8 740                                     | 19 600                                               | 65%                              | 33                   |
| Řecká republika €            | 1981     | 10 724 599          | 2,40%         | 131 957       | 17 780                                    | 20 600                                               | 68%                              | 21                   |
| Slovenská republika €        | 2004     | 5 450 421           | 1,22%         | 49 036        | 15 560                                    | 23 600                                               | 78%                              | 15                   |
| Slovinská republika €        | 2004     | 2 080 908           | 0,47%         | 20 273        | 20 170                                    | 26 500                                               | 88%                              | 9                    |
| Španělské království €       | 1986     | 46 937 060          | 10,50 %       | 505 370       | 24 880                                    | 27 700                                               | 92%                              | 61                   |
| Švédské království           | 1995     | 10 230 185          | 2,29%         | 450 295       | 43 810                                    | 36 700                                               | 122%                             | 21                   |
| EU celkem                    | 27 členů | 446 824 564         | 100           | 4 236 352     | 30 120                                    | 30 200                                               | 100%                             | 720                  |

## Oblasti EU se zvláštním statusem

oblasti EU se zvláštním statusem

### Nejvzdálenější regiony
Statut „nejvzdálenějšího regionu“ má devět území. Jmenovitě jsou to:
- Francouzská Guyana (Jižní Amerika)
- Guadeloupe (Karibik)
- Martinik (Karibik)
- Svatý Martin, francouzská část (Karibik)
- Mayotte (Indický oceán)[7]
- Réunion (Indický oceán)
- Azory (Makaronésie)
- Madeira (Makaronésie)
- Kanárské ostrovy (Makaronésie)

### Zámořské země a území
Zámořské země a území (anglicky overseas countries and territories) je souhrnné pojmenování pro území pod správou Francouzské republiky, Dánského království a Nizozemského království. Následující výčet území je platný k 1. únoru 2020.
- francouzská území:
  - Francouzská Polynésie (Tichý oceán)
  - Francouzská jižní a antarktická území (Indický oceán)[p 1]
  - Nová Kaledonie (Tichý oceán)
  - Saint Pierre a Miquelon (severní Atlantik)
  - Wallis a Futuna (Tichý oceán)
  - Svatý Bartoloměj (Karibik)[10]

- nizozemská území (všechna v Karibiku):
  - Aruba
  - Curaçao
  - Bonaire
  - Saba
  - Svatý Martin
  - Svatý Eustach

- dánská území:
  - Grónsko (severní Amerika)

### Oblasti, které patří do EU, ale jsou mimo celní oblast EU
Několik území, která jsou plnohodnotnou součástí EU, je vyjmuto z celní oblasti EU. Jedná se:
- německá území Helgoland a Büsingen am Hochrhein
- francouzská zámořská území Guadeloupe, Martinik, Guyana, Réunion, Mayotte a Svatý Martin
- španělská území Kanárské ostrovy, Ceuta a Melilla
- řecká Hora Athos
- italská území Livigno, Campione d'Italia a italská část Luganského jezera
- finské souostroví Alandy

### Oblast pod správou členů EU, které nepatří do EU
- Faerské ostrovy (severní Atlantik)